# Ueberstorf
Ueberstorf ist eine politische Gemeinde im Sensebezirk des Kantons Freiburg in der Schweiz.

## Geographie
Ueberstorf liegt auf 658 m ü. M., 13 km ostnordöstlich der Kantonshauptstadt Freiburg (Luftlinie). Das Dorf erstreckt sich auf einer insgesamt leicht nach Nordwesten geneigten Hochfläche des Molasseplateaus zwischen den Flusstälern von Sense im Osten und Tafersbach (Taverna) im Westen, am Rand der ehemals moorigen Niederung des Mooses, im Hügelland des östlichen Freiburger Mittellandes.
Die Fläche des 16,3 km² grossen Gemeindegebiets umfasst einen Abschnitt des Molassehügellandes westlich der Sense, im äussersten Nordosten des Kantons. Das Gebiet wird im Osten und Norden vom Sensetal begrenzt, wobei die Grenze im Norden nicht ganz bis ins Tal hinunter reicht. Besonders im östlichen und südöstlichen Teil ist dieser Flusslauf tief in die Molasseschichten eingeschnitten und wird von Steilhängen begleitet, die teils von Sandsteinfelsen durchzogen sind.
Seine höchste Erhebung erreicht Ueberstorf auf der so genannten Höchi mit 818 m ü. M. Sie fällt gegen Südosten relativ steil zur Sense ab, während sie im Nordwesten nur schwach geneigte Hänge besitzt und allmählich in das gewellte Hügelland von Ueberstorf übergeht, das im Mittel auf etwa 650 m ü. M. liegt. Dieses Hochland wird nach Norden mit dem Würibach durch den Wolfsgraben zum Tafersbach entwässert. Im Südwesten des Dorfes umfasst der Gemeindeboden einen Teil der rund 500 m breiten und 2 km langen Geländemulde des Mooses, das ursprünglich eine Moorniederung darstellte, heute aber drainiert ist. Diese Mulde wird durch das Tal von Ledäu zwischen den Höhen von Blattera (714 m ü. M.) und Mischlera (720 m ü. M.) nach Westen ebenfalls zum Tafersbach entwässert. Von der Gemeindefläche entfielen 1997 7 % auf Siedlungen, 18 % auf Wald und Gehölze, 74 % auf Landwirtschaft, und etwas mehr als 1 % war unproduktives Land.
Zu Ueberstorf gehören neben dem eigentlichen Dorf zahlreiche Weiler, Hofsiedlungen und Einzelhöfe. Die bedeutendsten davon sind:
- Obermettlen, 740 m ü. M., an aussichtsreicher Lage am Nordabhang der Höchi
- Niedermettlen, 657 m ü. M., in der Talmulde des Würibachs
- Guldifeld, 670 m ü. M., ein neues Wohnquartier am Südabhang des Kriegachers, nördlich der Mulde des Würibachs
- Bergli, 665 m ü. M., auf einer Kuppe nördlich der Mulde des Würibachs
- Drittehüseren, 618 m ü. M., auf dem Plateau zwischen den Tälern von Würibach und Tafersbach
- Grossried, 628 m ü. M., auf dem Hochplateau südlich von Flamatt
- Geretsried, 660 m ü. M., auf dem Hochplateau nördlich des Kriegachers
- Riederen, 631 m ü. M., auf einem nach Osten geneigten Hang über dem Sensetal
- Blattishus, 665 m ü. M., im Tal des Mülibachs
- Hermisbühl, 678 m ü. M., im Tal des Mülibachs
- Umbertsried, 730 m ü. M., am Nordwesthang der Höchi oberhalb von Ueberstorf
- Hostettlen, 740 m ü. M., am Südhang der Höchi, über dem Sensetal

Nachbargemeinden von Ueberstorf sind Heitenried, Tafers und Wünnewil-Flamatt im Kanton Freiburg sowie Neuenegg, Köniz und Schwarzenburg im Kanton Bern.

## Bevölkerung
Mit 2400 Einwohnern (Stand 31. Dezember 2023) gehört Ueberstorf zu den mittelgrossen Gemeinden des Kantons Freiburg. Von den Bewohnern sind 97,1 % deutschsprachig, 0,9 % französischsprachig, und 0,2 % sprechen Italienisch (Stand 2000). Die Bevölkerungszahl von Ueberstorf belief sich 1900 auf 1515 Einwohner. Im Verlauf des 20. Jahrhunderts pendelte die Bevölkerungszahl im Bereich zwischen 1470 und 1720 Personen. Seit 1970 (1552 Einwohner) wurde jedoch eine deutliche Bevölkerungszunahme verzeichnet, insbesondere während der 1990er-Jahre.

## Wirtschaft
Ueberstorf war bis in die zweite Hälfte des 20. Jahrhunderts ein vorwiegend durch die Landwirtschaft geprägtes Dorf. Noch heute haben die Milchwirtschaft, die Viehzucht sowie der Ackerbau und der Obstbau einen wichtigen Stellenwert in der Erwerbsstruktur der Bevölkerung. Zahlreiche weitere Arbeitsplätze sind im lokalen Kleingewerbe und im Dienstleistungssektor vorhanden. In Ueberstorf sind Betriebe des Holzbaus, des Bau- und Transportgewerbes, der Elektrotechnik, des Gartenbaus, mechanische Werkstätten und Käsereien ansässig. In den letzten Jahrzehnten hat sich das Dorf dank seiner attraktiven Lage auch zu einer Wohngemeinde entwickelt. Viele Erwerbstätige sind deshalb Wegpendler, die hauptsächlich in den Regionen Bern und Freiburg arbeiten.

## Verkehr
Die Gemeinde ist verkehrsmässig recht gut erschlossen. Sie liegt an der Hauptstrasse von Flamatt nach Schwarzenburg. Der nächste Anschluss an die Autobahn A12 (Bern-Vevey) befindet sich rund 4 km vom Ortskern entfernt. Durch den Postautokurs, welcher die Strecke von Flamatt nach Albligen bedient, ist Ueberstorf an das Netz des öffentlichen Verkehrs angebunden.

## Geschichte
Die erste urkundliche Erwähnung eines Ortes auf dem Gemeindegebiet von Ueberstorf erfolgte 1143 mit der Nennung der Herren von Mettlen, welche eine kleine Herrschaft gründeten, die der Reihe nach den Grafen von Kyburg, von Habsburg und von Thierstein unterstand. Mittelpunkt der Herrschaft Mettlen war eine heute nicht mehr existierende Burg bei Obermettlen. Ueberstorf wird als Ibristorf im Jahr 1226 erstmals genannt, was so viel bedeutet wie Dorf des Iburin (alemannischer Personenname). Später entwickelte sich der Ortsname über Jeberinsdorf und Übristorf zum heutigen Ueberstorf.
Spätestens 1442 kam das Gebiet durch Kauf von den Grafen von Thierstein unter die Herrschaft von Freiburg und wurde der Alten Landschaft (Aupanner) zugeordnet. Im Lauf des 15. Jahrhunderts entwickelte sich Ueberstorf zum Mittelpunkt des Gebietes, nachdem das Geschlecht der Herren von Mettlen erloschen war. Bis 1538 gehörte auch das Dorf Albligen zu Ueberstorf. Nachdem die Bewohner von Albligen zum neuen Glauben übergetreten waren, wurde das Dorf ausgegliedert und der Gemeinen Herrschaft Grasburg (heute zum Kanton Bern gehörig) zugeschlagen.
Nach dem Zusammenbruch des Ancien Régime (1798) gehörte Ueberstorf während der Helvetik und der darauf folgenden Zeit zum Distrikt Freiburg und ab 1831 zum Deutschen Bezirk Freiburg, bevor es 1848 mit der neuen Kantonsverfassung in den damals neu geschaffenen Sensebezirk eingegliedert wurde.

### Weitere wichtige historische Ereignisse
- 1476 – Ein Ueberstorfer Trupp eilt den verbündeten Eidgenossen in der Schlacht bei Murten zur Hilfe
- 1538 – Albligen trennt sich definitiv von Ueberstorf
- 1798 – Ueberstorfer leisten erheblichen Widerstand, als Freiburg von den Franzosen besetzt wird, unter anderem wird der Freiheitsbaum niedergerissen und ein hoher helvetischer Beamter verletzt
- 1799 – Als Rache plündern die Helvetier und Franzosen Ueberstorf, was zum Dorfbrand führt
- 2006 – Eine Fusion des benachbarten Albligen mit Ueberstorf steht zur Debatte, wobei jedoch die unterschiedliche Kantonszugehörigkeit im Wege steht.
- September 2008 – Die Gemeindeversammlung von Albligen hat sich mit 101 zu 94 Stimmen gegen eine Fusion mit Ueberstorf und für eine Fusion mit Wahlern entschieden.

## Sehenswürdigkeiten
Die Pfarrkirche Johann Baptist wurde 1898 an der Stelle eines Vorgängerbaus errichtet; Teile des früheren Gotteshauses, beispielsweise der Turm, wurden übernommen. Zu den Sehenswürdigkeiten von Ueberstorf gehören auch drei Schlösser, die von reichen Freiburger Familien erbaut wurden. Inmitten des Dorfes steht das Schloss Englisberg, das 1505 erbaut wurde und von 1881 bis 1971 im Besitz der Ingenbohler Schwestern war. Heute dient das restaurierte Gebäude als Kultur- und Begegnungsstätte sowie als Tagungsort. Das Techtermannhaus wurde im 18. Jahrhundert als Landsitz im französischen Stil errichtet und beherbergte von 1912 bis 1971 die Dorfschule. Vom ausgehenden 16. Jahrhundert stammt das Schloss Reyff, in dem der Freiburger Architekt und Bildhauer Hans-Franz Reyff lebte.
Im Ortskern sowie in den Weilern sind charakteristische Bauernhäuser aus dem 17. bis 19. Jahrhundert erhalten. In einigen Weilern stehen Kapellen.

## Bilder

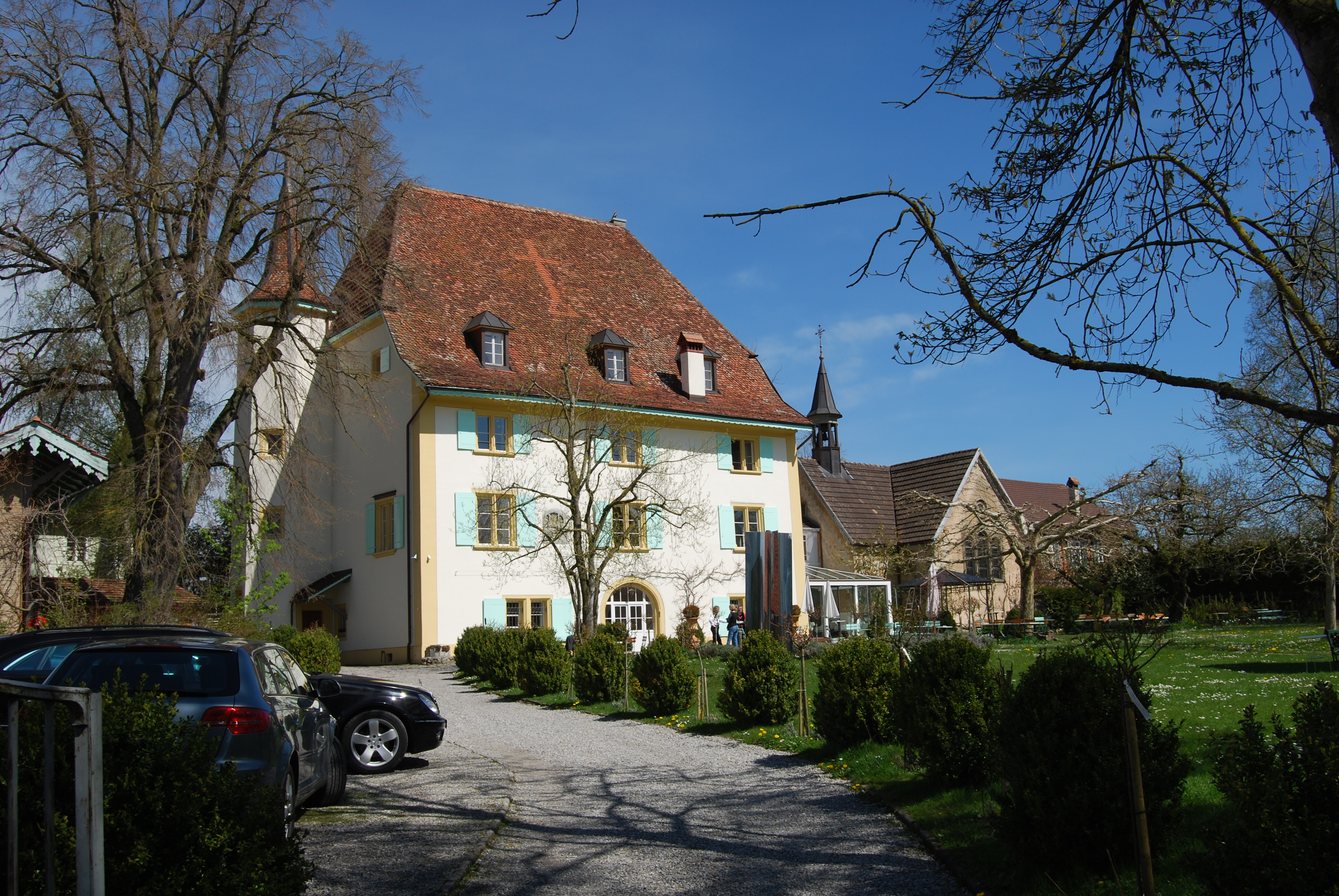
Schloss Englisberg
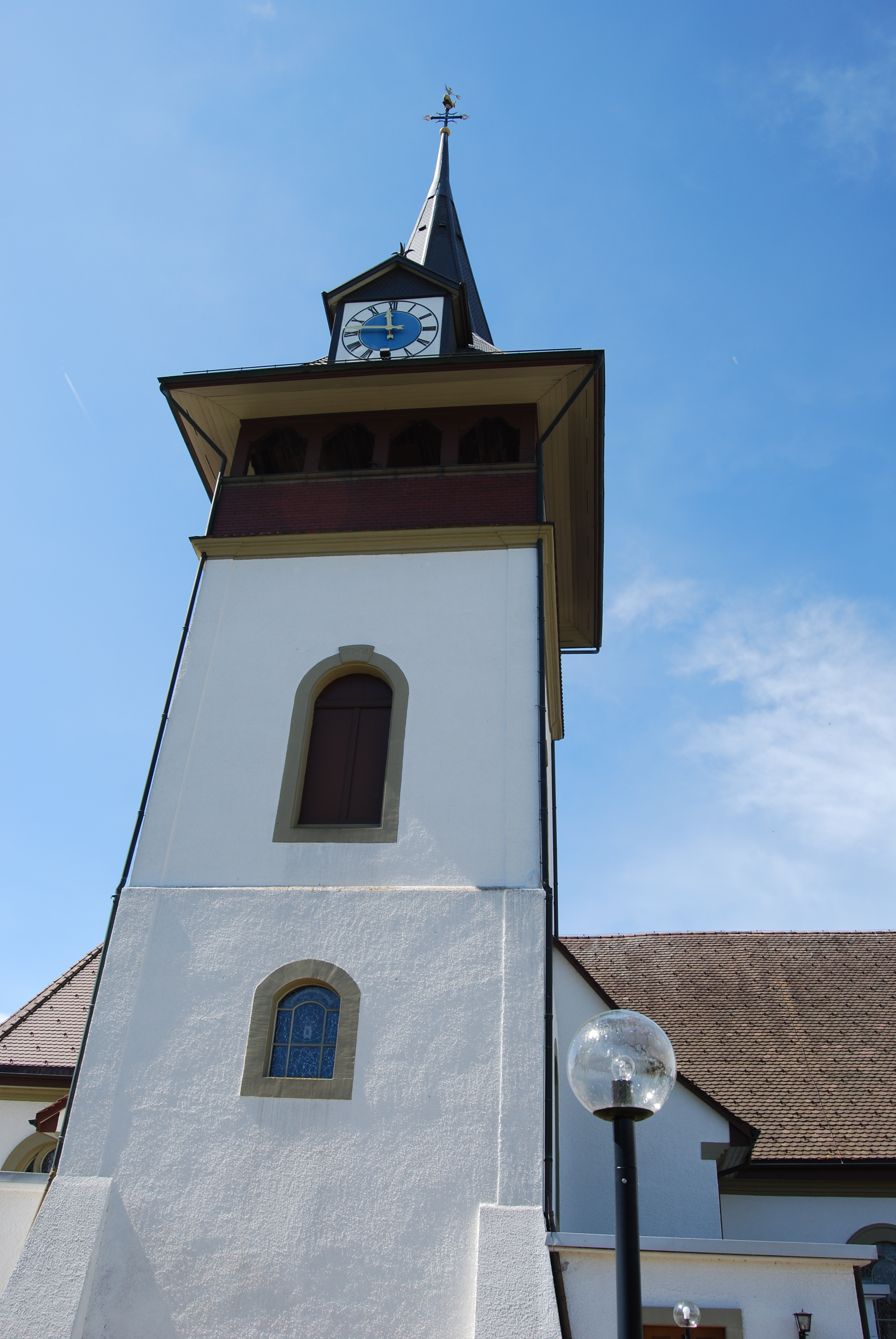
Kirche von Ueberstorf
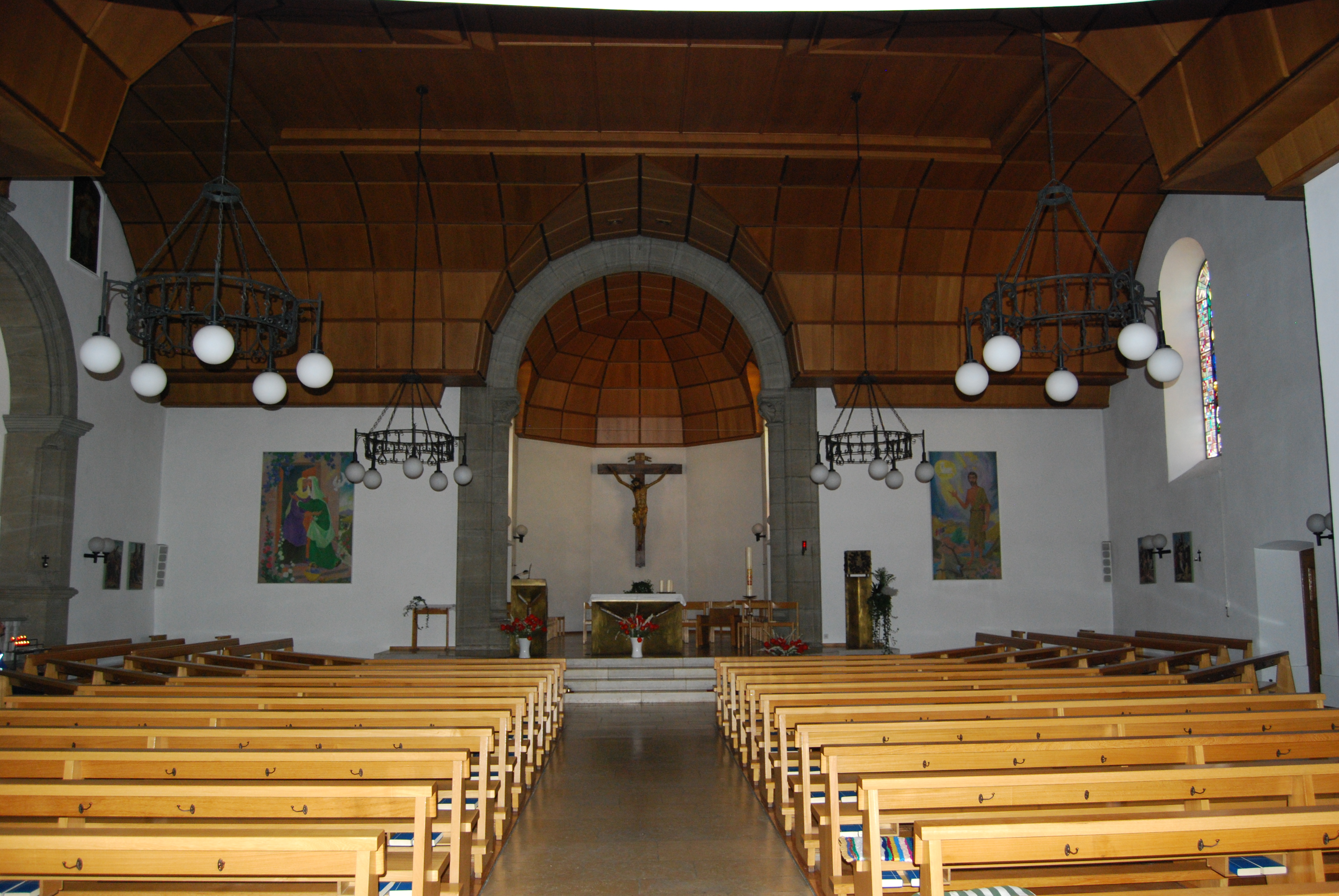
Innenansicht der Kirche
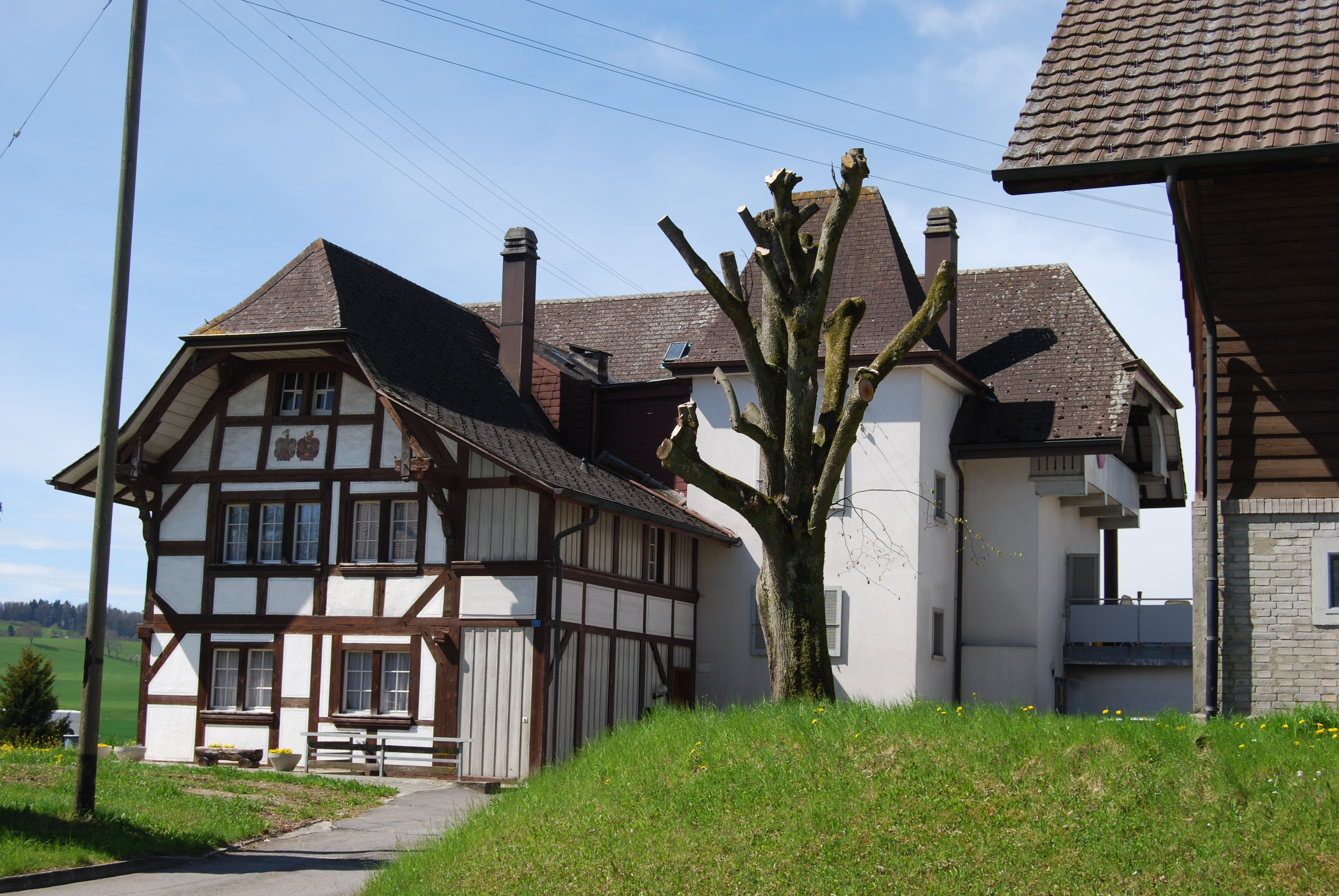
Fachwerkhaus im Dorf

## Wappen
1476 zog ein Ueberstorfer Trupp mit den verbündeten Eidgenossen nach Murten in den Kampf gegen die Burgunder. Als Ehrerweisung für die Treue und Unterstützung gab die Stadt Murten den Ueberstorfern das Recht, fortan den Roten Murtenlöwen (ohne Krone) als Wappentier zu benutzen. Am Anfang des 20. Jahrhunderts wurde das alte Wappen mit demjenigen der Herren Von Mettlen (Blau-Weiss gestreift) fusioniert, wodurch das heutige Gemeindewappen entstand.

## Persönlichkeiten
- Franz Boschung (1868–1938), Landwirt und Politiker
- Paul Schaller (1913–1989), Schweizer Komponist, Chorleiter und Organist
- Christine Bulliard-Marbach (* 1959), Schweizer Politikerin, Nationalrätin